# Kilo (Einheit)
Das Kilo (auch Kilot, Kisloz oder Quillot) war ein Volumenmaß und darf nicht mit dem Vorsatz für SI-Einheiten kilo- verwechselt werden.
Es war als sogenanntes Fruchtmaß in Konstantinopel, dem heutigen Istanbul, gültig.
1841 als türkisches Maß Cifk eingeführt, verdrängte es alle gleichnamigen unterschiedlichen Kilos. Es galt:
- 1 Kilo = 35,27 Liter (weitere Quellen geben 35,11 Liter an)[1]
- 1 Fortin = 4 Kilo

Das Kilo von Smirna, heute Izmir, waren 52,9 Liter und war 1,5 Kilo in Konstantinopel gleich.
In Athen war es „der“ Kilo mit 100 Liter, und nach dem alten Maß entsprach das 3,0157 Kilo. Man bezeichnete ihn auch als königlichen Kilo.
Als Getreidemaß war
- 1 Kilo = 33,148 Liter = 0,44753 Bremer Scheffel

Als Gewicht mit Weizen entsprach das 24,186 kg.
In der Walachei war das Kilo als Getreidemaß nicht einheitlich. So wurde das Kilo geteilt
- 1 Kilo = 16 Demerli = 3,936 Hektoliter = 8 Bannizi
- 1 Dimerli = 24,6 Liter

Banizza war ein Gemisch aus je 11 Oka Weizen, Buchweizen, Gerste und Hirse, sodass 44 Oka einen walachischen Zentner ergab.
Der Kilo im Fürstentum Moldau als Getreidemaß waren 4,35 Hektoliter.